# Ulica Joachima Lelewela we Wrocławiu

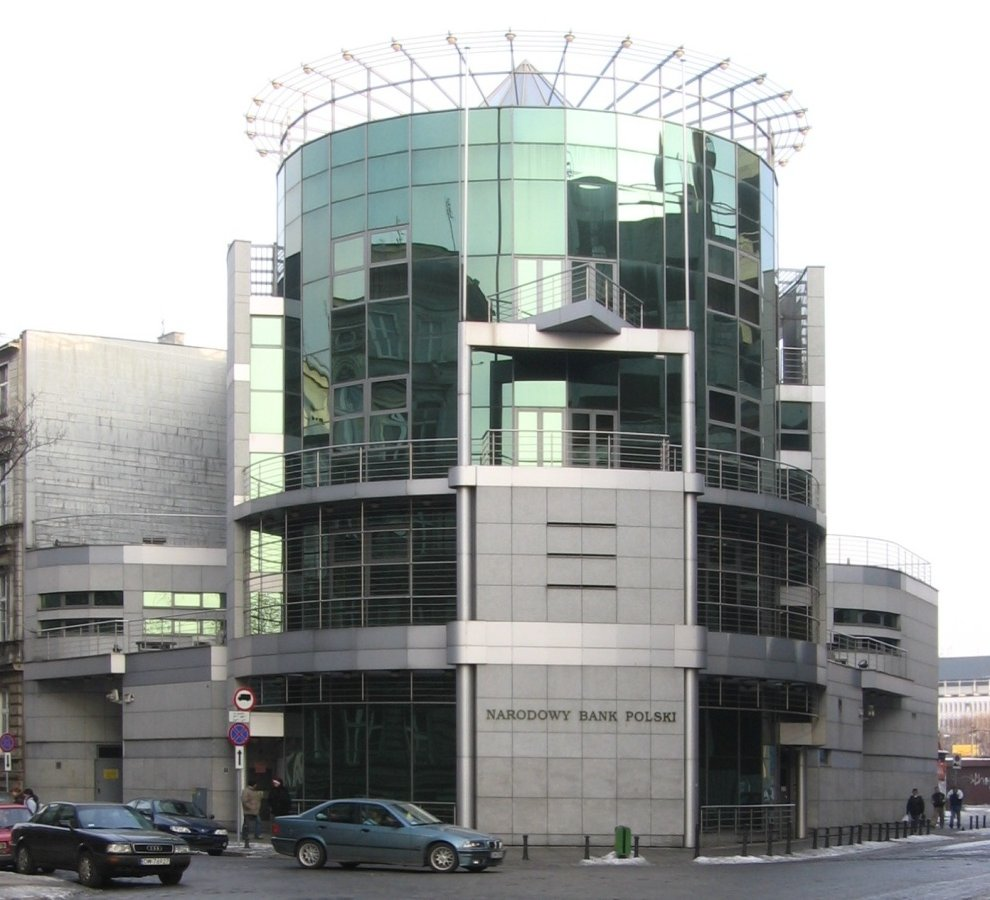
Ul. Lelewela 14 – budynek NBP

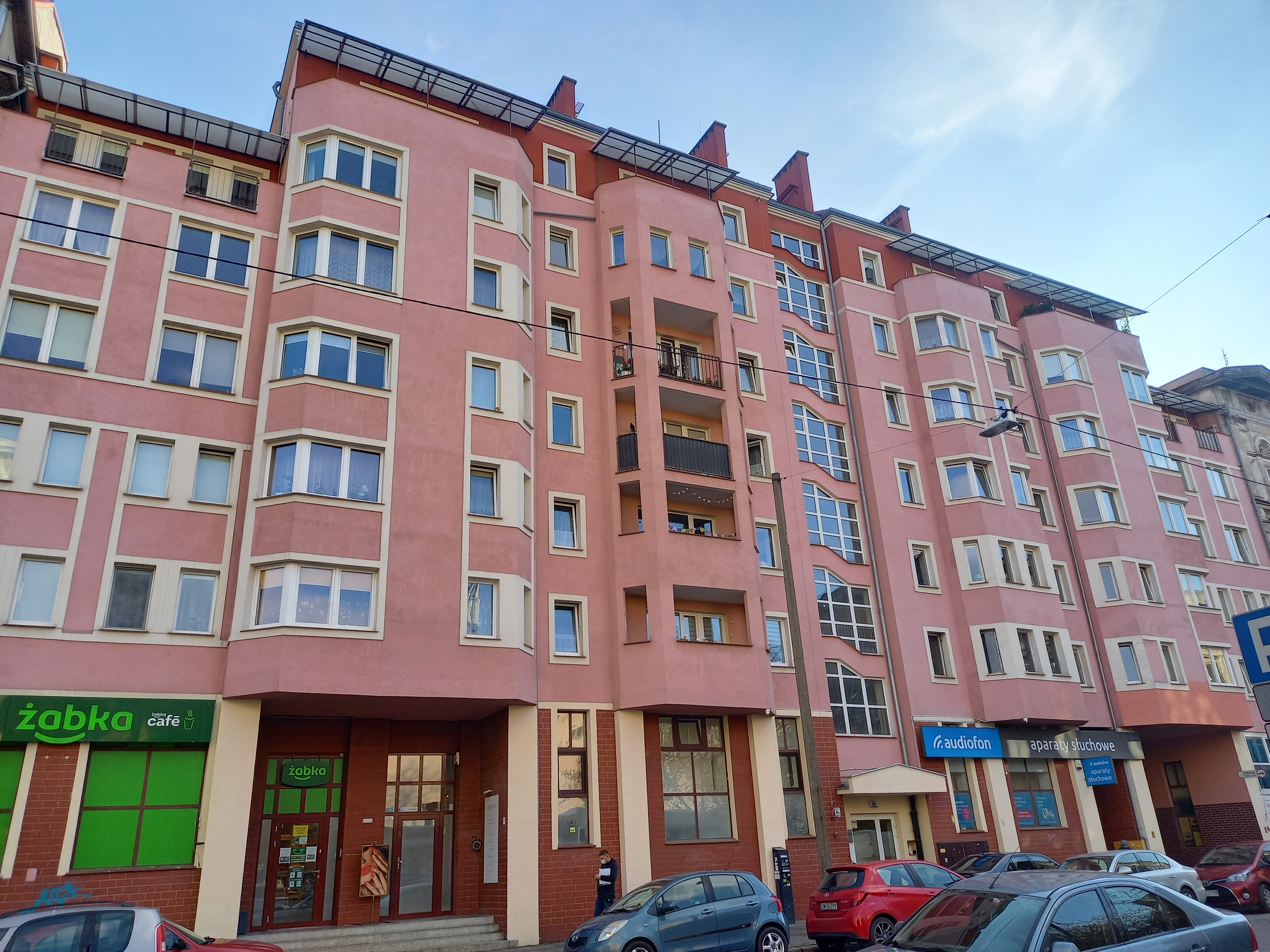
Ul. Lelewela 4a-4d

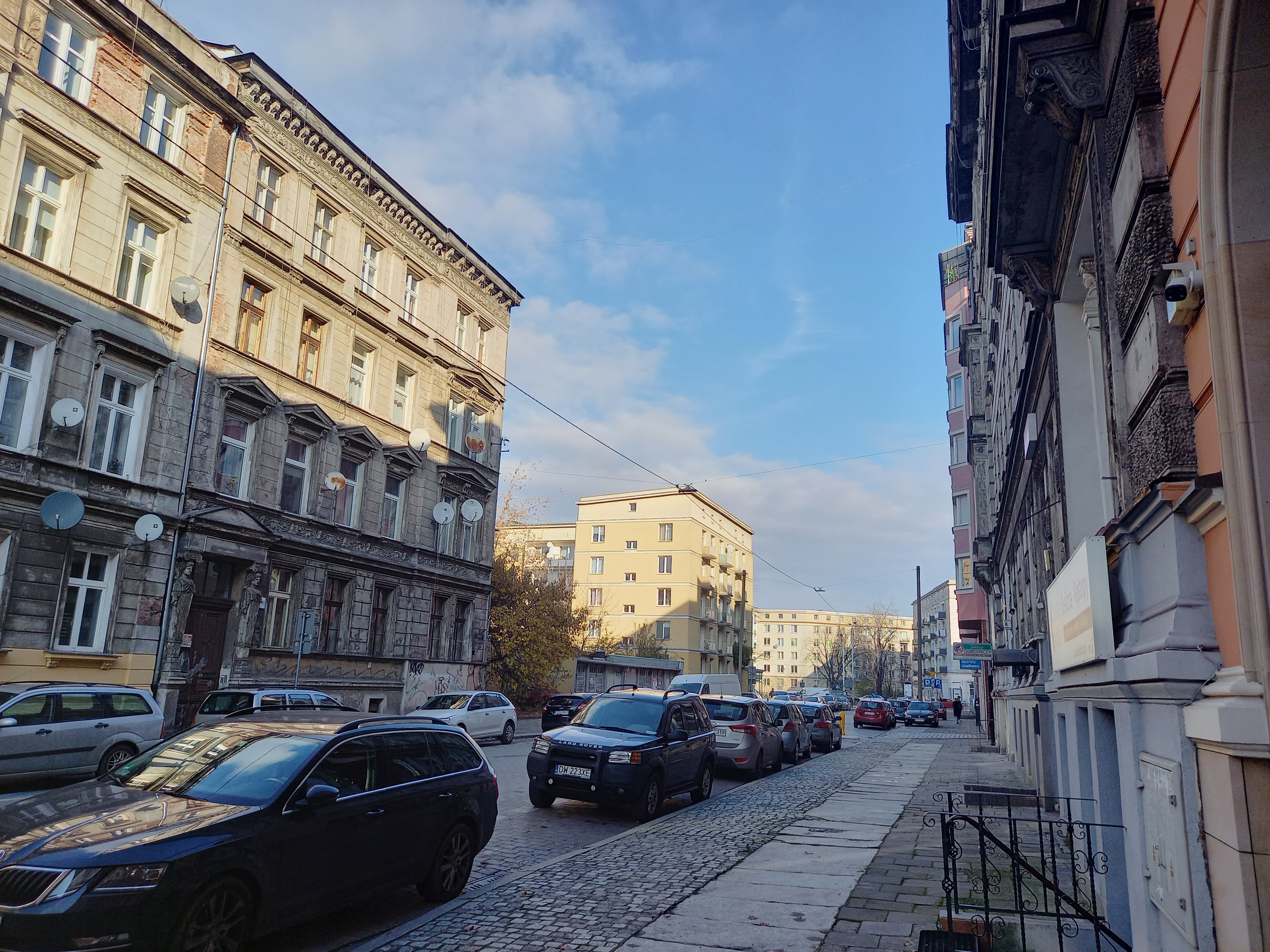
Widok w kierunku pl. Legionów, w głębi po lewej za garażami ul. Lelewela 1

Ulica Joachima Lelewela – ulica położona we Wrocławiu, łącząca plac Legionów i ulicę Józef Piłsudskiego z ulicą Kolejową, na osiedlu Przedmieście Świdnickie w dawnej dzielnicy Stare Miasto. Ulica ma 237 m długości. Obejmuje ponadto sięgacz od długości 114 m. Przy ulicy znajduje się szereg obiektów zabytkowych, w tym wpisany do rejestru zabytków budynek, w którym niegdyś mieściła się Loża Masońska „Horus”.

## Historia
Rejon dzisiejszej ulicy Józefa Piłsudskiego zabudowany i zamieszkały był od około XIV wieku. Na początku XIX wieku stały tu wiejskie domy ogrodników. Stąd droga, na śladzie której istnieje dzisiejsza ulica Józefa Piłsudskiego, otrzymała pierwotnie nazwę Świdnickie Łąki, a obszar ten nosił nazwę Wygon Świdnicki (Schweidnitrzer Anger), Wielki Wygon (Grosse Anger), a następnie, już jako ulica miejska, otrzymała nazwę Ogrodowej (Gartenstreasse). Rozwój tego rejonu skutkował nadaniu mu nazwy Przedmieścia Świdnickiego. Na południowo-zachodnim krańcu dzisiejszej ulicy przebiegała polna droga wzdłuż ówczesnych granic miasta, na śladzie której w 1845 r. wytyczono nową ulicę Friedrichstrasse (Fryderyka), która w zamyśle wnioskodawców jej powstania miała być podobnie jak dzisiejsza ulica Józefa Piłsudskiego reprezentacyjną ulicą miasta, choć planów tych nie udało się zrealizować. Obejmowała ona swym zasięgiem dzisiejsze ulice: Kolejową, Wojciecha Bogusławskiego i Nasypową. Po powstaniu Kolei Górnośląskiej, od 1842 r., ranga tego obszaru znacznie wzrosła i stopniowo stawał się on ekskluzywną częścią miasta. W 1846 r. zbudowano linię kolejową, łączącą trzy wrocławskie dworce kolejowe, w poziomie terenu biegnącą wzdłuż niemal całej ulicy Friedrichstrasse. Ograniczało to rozwój zabudowy i przeszkadzało w codziennej komunikacji. W latach 1900–1905 wyniesiono je na estakadę kolejową, nasyp i wiadukty, zbudowaną w latach 1900–1905 (1896-1901), przesuwając przebieg linii kolejowej, w rejonie dzisiejszej ulicy Kolejowej, nieco bardziej na południe.
Sama ulica Joachima Lelewela powstała w 1870 r., a wytyczona została przez działki położone przy ówczesnej ulicy Ogrodowej (ulica Józefa Piłduskiego) należące go cieśli Karla Schlicka. Zabudowa ulicy powstała głównie w drugiej połowie XIX wieku, ale pewna część tej zabudowy powstała nieco później, tj. w pierwszej połowie XX wieku lub też w okresie tym istniejąca zabudowa uległa poważnym przekształceniom. Powstała tu gęsto zabudowana dzielnica o charakterze wielkomiejskim. Część tej zabudowy w wyniku działań wojennych prowadzonych podczas oblężenia Wrocławia w 1945 r. uległa zniszczeniu. W tym czasie hitlerowcy spędzi w rejon tej ulicy resztki ludności pochodzenia żydowskiego pozostającej w mieście. Zniszczeniu uległa także znaczna część zabudowy w najbliżej okolicy. Po wojnie krótka ulica wybiegająca ze skrzyżowania ulicy Joachima Lelewela, Józefa Piłsudskiego i placu Legionów w kierunku północno-wschodnim, w przybliżeniu stanowiąca przedłużenie ulicy Joachima Lelewela do placu Muzealnego, podobnie jak przed wojną, nosiła nazwę ulicy Krótkiej. Została jednak zlikwidowana i włączona do placu PKWN, obecnie placu Legionów.
Przy ulicy Joachima Lelewela 15 działała loża masońska założona w 1813 r. „Royal York zur Freundchaft” – loża Horus, „uśpiona” w 1935 r. Loża ta została „przebudzona” w 1993 r. W budynku mieściła się także giełda zbożowo-towarowa. Obecnie budynek przy ulicy Joachima Lelewela 15 wpisany jest do rejestru zabytków i pełni funkcję biurowca.
Narożna kamienica położona przy ulicy Józefa Piłsudskiego 15/17 została w latach 30. XX wieku rozbudowana i przebudowana do dzisiejszej formy według projektu Paula Häuslera i H. Förstera. Mieścił się w niej Urząd NSDAP (Narodowosocjalistyczna Niemiecka Partia Robotników) do Spraw Opieki Społecznej. Zaś od 1993 r. mieściła się tu prokuratura apelacyjna we Wrocławiu, później prokuratura regionalna i inne urzędy jak między innymi Dolnośląskie Biuro Geodezji i Terenów Rolnych, delegatura Urzędu Komunikacji Elektronicznej, czy delegatura Najwyższej Izby Kontroli  .
W latach 50. XX wieku rozpoczęto realizację zabudowy przy ówczesnym placu PKWN (obecnie plac Legionów), w ramach osiedla mieszkaniowego Plac PKWN, sięgającej początkowemu biegowi ulicy Joachima Lelewela. Był to zespół budynków realizowanych od połowy lat 50. XX wieku do 1961 r., zbudowany według projektu opracowanym w biurze Miastoprojektu w zespole kierowanym przez Kazimierza Bieńkowskiego. Zastosowano tu po raz pierwszy we Wrocławiu technologię wielkoblokową. W planach osiedla uwzględniono przesunięcia linii zabudowy w głąb parceli w celu poszerzenia ulic. Przy samej ulicy Joachima Lelewela charakter tej zabudowy sprawił, iż wolny teren po zniszczonej zabudowie przedwojennej spod numerów od 3 do 9 pozostał niezabudowany. Powstały jedynie zespoły garaży jednostanowiskowych przy ulicy i w głębi pod numerami 11a i 11b. W 1945 r. założono przy ulicy Joachima Lelewela 4 w budynkach zakładów poligraficznych – oficyna Lützowa – drukarnię dla Uniwersytetu Wrocławskiego i Politechniki Wrocławskiej, od 1998 r. spółkę z o.o. Wrocławską Drukarnię Naukową imienia Stanisława Kulczyńskiego. W latach 90. XX wieku narożna parcela przy skrzyżowaniu z ulicą Kolejową, o adresie ulica Joachima Lelewela 14 została zabudowana obiektem specjalnego przeznaczenia – budynkiem należącym do Narodowego Banku Polskiego. Podczas XIII Międzynarodowych Targów Budownictwa TARBUD JESIEŃ 2000, w ramach pierwszej edycji konkursu zatytułowanego „Dolnośląska Budowa Roku 1999”, zorganizowanego przez wrocławski oddział Polskiego Związku Inżynierów i Techników Budownictwa, realizacji tej przyznano wyróżnienie w kategorii obiektów specjalnego przeznaczenia . Wolną działkę wzdłuż ulicy, przed budynkiem drukarni (mieszczącej się pod numerem 4, ale położonej w głębi kwartału, w oficynie), zabudowano na początku XX wieku współczesnym budynkiem plombowym o adresach 4a-4d.
Po wojnie wolny na terenie zamykającym oś widokową ulicy Joachima Lelewela w kierunku południowo-zachodnim, za ulicą Kolejową, na odcinku od ulicy Wincentego Stysia do jezdni przypisanej do placu Rozjezdnego po południowej stronie ulicy Kolejowej, przez lata powojenne pozostawał wolny plac, na którym urządzono skwer. W 2000 r. rozpoczęto tu budowę kompleksu usługowo-parkingowego, według projektu M. Kupczyka i P. Spychały. Inwestycja była jedną z przyczyn upadku Wrocławskiej Jedynki. Projekt nie został zrealizowany, a przez długi czas budynek stał w stanie surowym i określany był jako „wrocławski szkieletor”. Rozbiórka niezakończonego obiektu miała miejsce około 2017 r.   Nowy projekt na zabudowę tego miejsca, pod adresem ulicy Kolejowej 8-10, powstał w Autorskiej Pracowni Architektury Kuryłowicz & Associates z Warszawy, natomiast inwestorem ma być firma Develia. Przewidziano tu budowę budynku o powierzchni użytkowej około 33.000 m² i roboczej nazwie Biurowiec Kolejowa.
W 2014 r. zakończono remont zabytkowej kamienicy przy ulicy Lelewela 6, w ramach programu rewitalizacji wrocławskich kamienic „100 Kamienic”, zrealizowany przez Zarząd Zasobu Komunalnego (jednostka JZK-01).

## Nazwy
W swojej historii ulica nosiła następujące nazwy:
- Zimmerstrasse, do 1945 r.[17]
- Joachima Lelewela, od 1945 r[1][17].

Niemiecka nazwa ulicy Zimmerstrasse oznacza w tłumaczeniu na język polski ulicę ciesielską; Zimmerman w języku niemieckim oznacza bowiem cieślę. Przy ulicy parcelę miał cieśla Karl Schlick (zmarły w 1910 r.). To na jego bowiem wniosek wytyczono tę ulicę. Współczesna nazwa ulicy została nadana przez Zarząd Wrocławia i ogłoszona w okólniku nr 97 z 30.11.1945 r. Upamiętnia ona Joachima Lelewela – (urodzonego 22 marca 1786 r. w Warszawie, zmarłego 29 maja 1861 r. w Paryżu), polskiego historyka, heraldyka, bibliografa, slawistę, numizmatyka, poliglota, heraldyka, działacza politycznego oraz wolnomularza.

## Układ drogowy
Do ulicy Joachima Lelewela przypisana jest droga gminna nr 105021D (numer ewidencyjny drogi G1050210264011) o długości 237 m, łącząca plac Legionów i ulicę Józef Piłsudskiego z ulicą Kolejową, klasy lokalnej, oraz sięgacz stanowiący drogę wewnętrzną o długości 114 m, położony w rejonie budynku przy ulicy Joachima Lelewela 11, biegnący do wnętrza międzyblokowego i posesji numer 15.
Ulica łączy się z następującymi drogami publicznymi, kołowymi, oraz innymi drogami:
| rodzaj       | droga                                   | informacje                           | foto |
| ------------ | --------------------------------------- | ------------------------------------ | ---- |
| skrzyżowanie | Plac Legionów ulica Józefa Piłsudskiego | klasy zbiorczej torowisko tramwajowe |      |
| skrzyżowanie | ulica Kolejowa                          | klasy lokalnej                       |      |

Ulica położona jest na działkach ewidencyjnych o łącznej powierzchni 4.732 m², w tym:
- droga gminna na działce o powierzchni 4.161 m²[1][48]
- droga wewnętrzna na działkach o łącznej powierzchni 571 m²[1][49].

Droga gminna przypisana do ulicy posiada nawierzchnię wykonaną z granitowej kostki brukowej (z wyjątkiem krótkiego odcinka na początku drogi, gdzie nawierzchnia wykonana jest z materiału bitumicznego). Jest ona w całości objęta strefą ograniczenia prędkości 30 km/h, z wyłączeniem skrzyżowania z placem Legionów i ulicą Józefa Piłsudskiego. W ramach wymienionej strefy ruchu uspokojonego przeznaczona jest także dla ruchu rowerowego. Jako droga rowerowa łączy się ona z ulicą Kolejową również objętą ruchem uspokojonym, oraz ze ścieżkami rowerowymi biegnącymi przy placu Legionów i ulicy Józefa Piłsudskiego.

## Zabudowa i zagospodarowanie

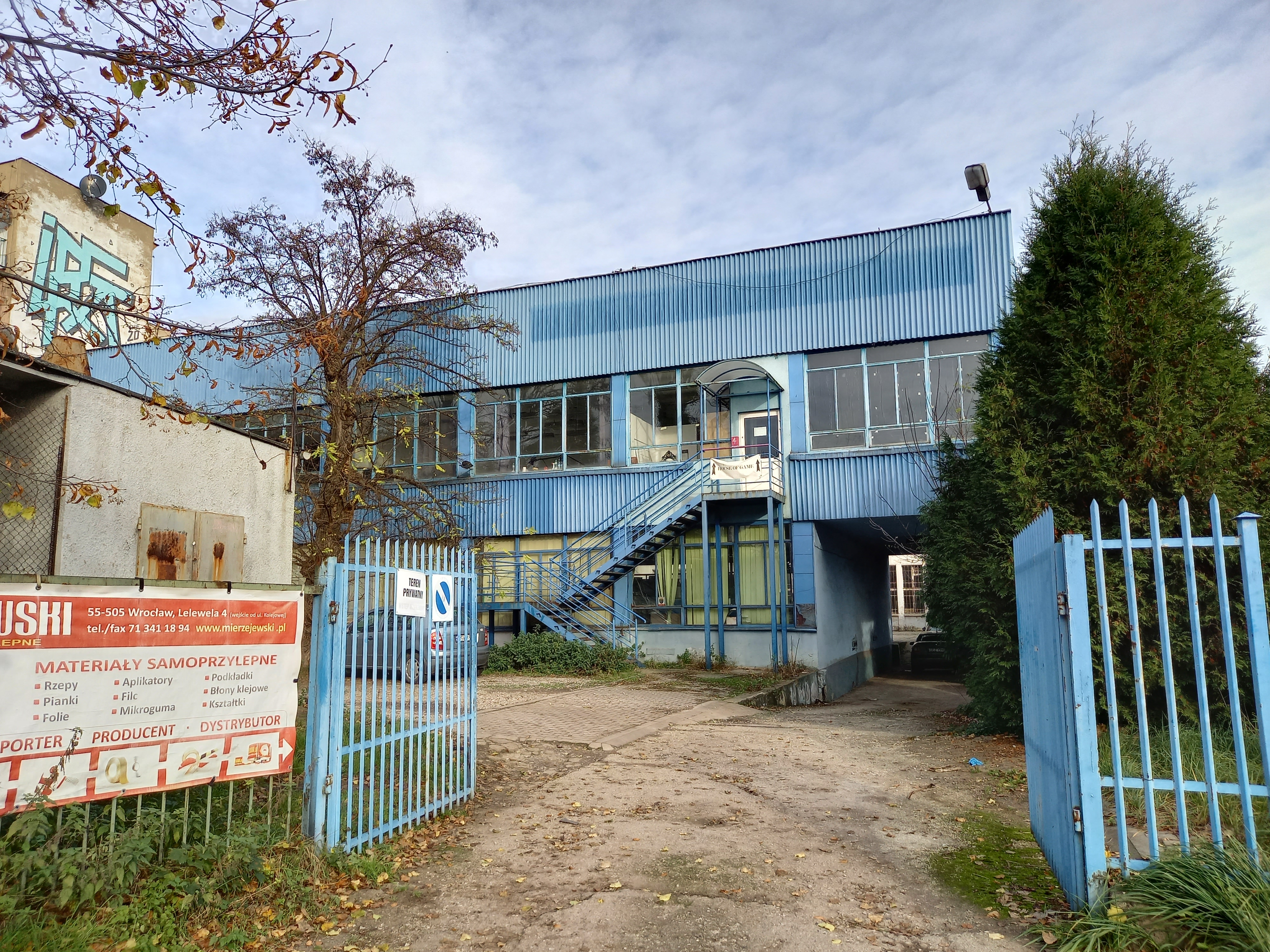
Ul. Lelewela 8a – pawilon z wjazdem od ul. Kolejowej

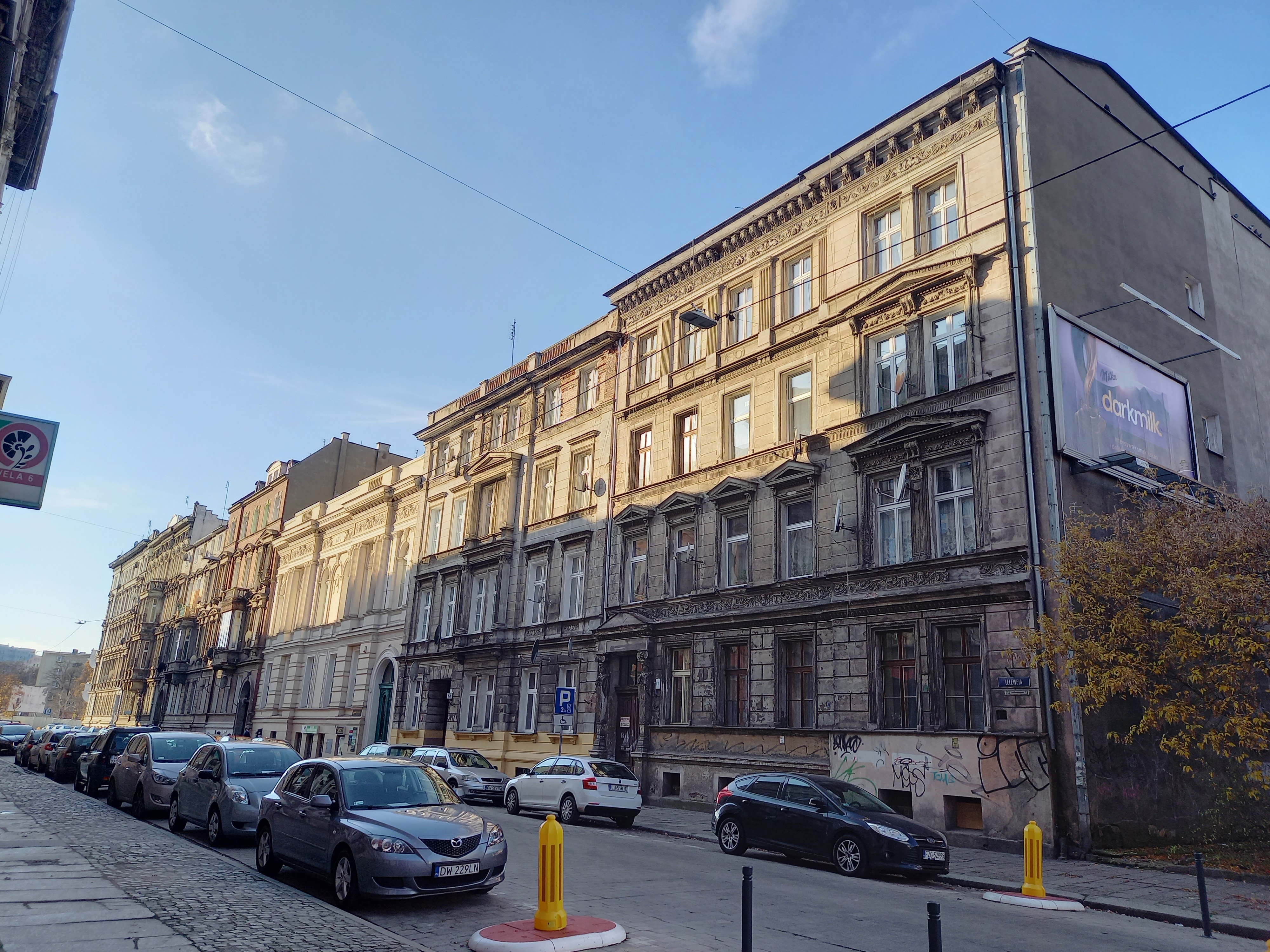
Pierzeja północno-zachodnia od nr 11 do końca (nr 23)

Ulica przebiega przez gęsto zabudowany obszar o charakterze śródmiejskim. Pierzeja południowo-wschodnia zabudowana jest zabudową ciągłą na którą składają się budynki zabytkowe i dwa budynki współczesne, w tym przy ulicy Joachima Lelewela 14, u zbiegu z ulicą kolejową, należący do Narodowego Banku Polskiego, współczesny budynek specjalnego przeznaczenia i plombowy budynek mieszkalny pod numerami 4a-4d . Ponadto w oficynie pod numerem 4 znajduje się budynek drukarni, w oficynie pod numerem 8a budynek mieszkalny i pawilon o przeznaczeniu handlowo-usługowym.
Północno-zachodnia strona ulicy to również zabudowa pierzejowa, z wyjątkiem początku ulicy. Tu numer 1 stanowi powojenny budynek mieszkalno-usługowy, a dalej znajduje się przerwa w pierzei, częściowo zajęta przez zespoły garaży, które zlokalizowano zarówno przy ulicy, jak i w głębi kwartału. Od numeru 11 zabudowa ma już charakter ciągłej pierzei, na którą składają się zabytkowe kamienice mieszkalne, jeden budynek o dominującej funkcji biurowej oraz mieszkalna oficyna pod numerem 21a. Teren obejmujący garaże przy ulicy i sięgacz, do posesji numer 11, przewidziany jest pod zabudowę mieszkaniową, z usługami na parterze i z przejazdem bramowym do wnętrza międzyblokowego.
Wyżej opisana zabudowa obejmuje budynki od trzech do pięciu kondygnacji, z wyłączeniem budynku pod numerami 4a-4d, który ma siedem kondygnacji (wysokość do 28 m) i garaży o jednej kondygnacji.
Ulica przebiega przez teren o wysokości bezwzględnej od 117,5 do 118,1 m n.p.m. Ulica przebiega przez dwa rejony statystyczne, przy czym dostępne dane pochodzą z 31.12.2019 r. W rejonie nr 933470, obejmującym południowo-wschodni kwartał zabudowy, przy zameldowanych 354 osobach gęstość zaludnienia wynosi 4.237 lud./km², a w rejonie nr 933450, obejmującym północno-zachodni kwartał zabudowy, przy zameldowanych 551 osobach gęstość zaludnienia wynosi 13.353 lud./km².

## Ochrona i zabytki
Obszar na którym położona jest ulica Joachima Lelewela jako całość ujęty jest w ewidencji zabytków, w ramach tzw. Przedmieścia Południowego. Dla tego obszaru ochronie podlega przede wszystkim historyczny układ urbanistyczny kształtowany od XIII wieku, następnie od około 1840 r. do początki lat 60. XX wieku. Duża część budynków położonych przy ulicy, ujęta jest w gminnej ewidencji zabytków, a budynek Loży Masońskiej „Horus”, następnie giełdy zbożowo-towarowej przy Joachima Lelewela 15, wpisany jest do rejestru zabytków. Przy ulicy i w najbliższym sąsiedztwie znajdują się następujące zabytki i inne obiekty historyczne:
| obiekt, położenie | powstanie, nr rej. | fotografia |
| --- | --- | ---------- |
| strona południowo-wschodnia | |            |
| Urząd NSDAP do Spraw Opieki Społecznej, obecnie Prokuratura Apelacyjna Wydział II ulica Józefa Piłsudskiego 17-17                                                                        | lata 30. XX wieku (przebudowa i rozbudowa kamienicy – Paul Häusler, H. Förster) rodzaj ochrony – gez, mpzp                |            |
| Zakład poligraficzny, obecnie Wrocławska Drukarnia Naukowa ulica Joachima Lelewela 4 | około 1910 r., po 1945 r. rodzaj ochrony – gez, mpzp                                                                      |            |
| Kamienica ulica Joachima Lelewela 6-6a | około 1870 r. rodzaj ochrony – gez, mpzp                                                                                  |            |
| Kamienica ulica Joachima Lelewela 8 | około 1870-1880 r. rodzaj ochrony – gez, mpzp                                                                             |            |
| Kamienica ulica Joachima Lelewela 10 | 1873 r., 1936 r. rodzaj ochrony – gez, mpzp                                                                               |            |
| Kamienica ulica Joachima Lelewela 12 | około 1860-1870 r. rodzaj ochrony – gez, mpzp                                                                             |            |
| strona północno-zachodnia | |            |
| Budynek Aktiengesellschaft für Webwaren und Bekleidung – fabryka odzieżowa AWEBE, obecnie budynek administracyjno-biurowy ulica Prosta 36 (wnętrze międzyblokowe) (po wojnie Intermoda)) | około 1915-1920 r. rodzaj ochrony – inny                                                                                  |            |
| Kamienica ulica Joachima Lelewela 11 | około 1870-1875 r. rodzaj ochrony – inny                                                                                  |            |
| Kamienica ulica Joachima Lelewela 13 | około 1870-1875 r. rodzaj ochrony – inny                                                                                  |            |
| Loża Masońska "Horus", następnie budynek giełdy zbożowo-towarowej, obecnie siedziba firmy "Geoagra sp. z o.o." ulica Joachima Lelewela 15 (biurowiec)                                    | 1870 r. (proj. F. Barchewitz), 1890 r., 2005 r. (remont) rodzaj ochrony – rejestr zabytków A/1492/542/Wm z dn. 15.12.1994 |            |
| Kamienica ulica Joachima Lelewela 17 | około 1870-1880 r. rodzaj ochrony – inny                                                                                  |            |
| Kamienica ulica Joachima Lelewela 19 | około 1875 r. rodzaj ochrony – inny                                                                                       |            |
| Kamienica ulica Joachima Lelewela 21 (z oficyną pod numerem 21a) | około 1880 r. rodzaj ochrony – inny                                                                                       |            |
| Kamienica ulica Joachima Lelewela 23 | około 1870-1880 r. rodzaj ochrony – inny                                                                                  |            |

## Baza TERYT

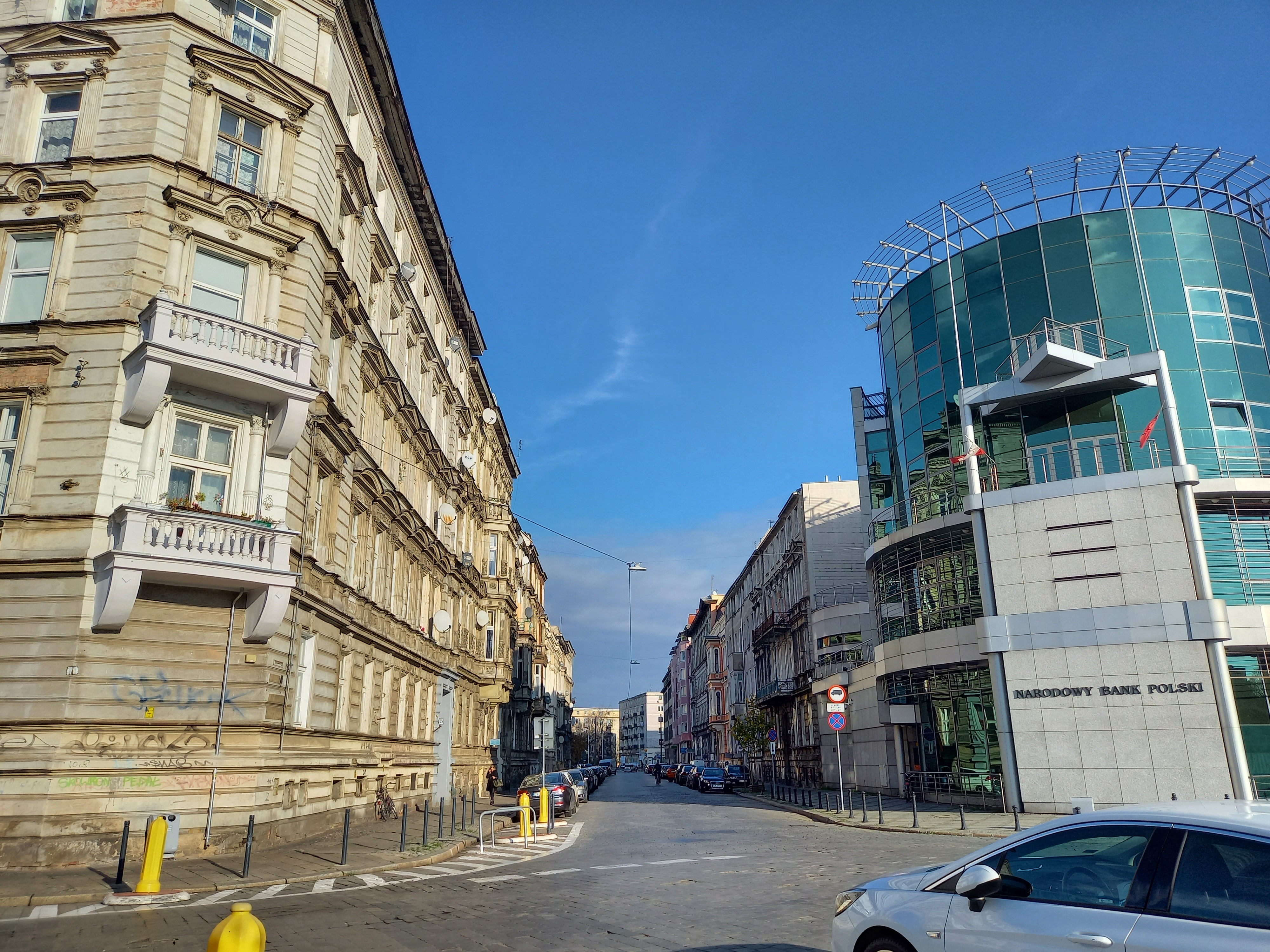
Ul. Lelewela od ul. Kolejowej w kierunku pl. Legionów

Dane Głównego Urzędu Statystycznego z bazy TERYT, spis ulic (ULIC):
- województwo: DOLNOŚLĄSKIE (02)
- powiat: Wrocław (0264)
- gmina/dzielnica/delegatura: Wrocław (0264011) gmina miejska
- Miejscowość podstawowa: Wrocław (0986283) miasto, Wrocław-Stare Miasto (0986946) delegatura
- Gmina/dzielnica/delegatura: Wrocław-Stare Miasto (0264059) delegatura
- Nazwa ulicy: ul. Joachima Lelewela (10793).